# چیتا، آیچی
چیتا، آیچی از شهرهای استان آیچی ژاپن است که جمعیت آن در ۱ ژانویه ۲۰۰۸ ۸۴٬۷۸۲نفر بوده‌است.